# BlackBerry Bold
BlackBerry Bold era la serie di smartphone top di gamma di RIM, introdotti nell'agosto del 2008 con la filosofia "business-oriented" e tutti muniti di fotocamera con flash, i quali si possono macroscopicamente dividere in due rami, quelli con schermo touch-screen e quelli solo con tastiera QWERTY.

## Bold

### 9000

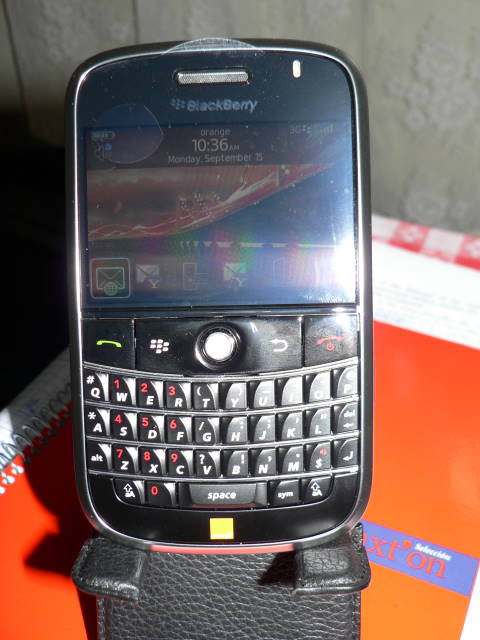
BlackBerry Bold 9000

Il BlackBerry Bold 9000 è stato immesso sul mercato con BlackBerry OS 4.6. Nel 2008 Bonnie Cha di CNET valutato il telefono come "eccellente" e ha elogiato schermo del telefono e le capacità multimediali. Tuttavia, non le piaceva la voluminosità del dispositivo, e osservava problemi nella navigazione web, come la limitata riproduzione di video su YouTube, grazie al supporto limitato del telefono per i formati video, un'interfaccia goffa per funzioni quali il bookmarking, poco intuitivo, e il design del browser in generale.

#### Specifiche
- Dimensioni: 114 x 66 x 15 mm
- Peso: 136 g
- Tipo: TFT, 65.536 colori
- Dimensioni: 480 x 320 pixel, 2.6 pollici
- Tastiera QWERTY con 35 tasti
- Trackball
- Tipi allarmi: Vibrazione; Polifonica (32), MP3
- Vivavoce: Sì
- Jack audio da 3,5 mm
- Memoria interna:
  - ROM: 128 MB
  - RAM: 128 MB
- Slot microSD fino a 32 GB
- Connettività
  - 2G: GSM/GPRS/EDGE 850/900/1800/1900 MHz
  - 3G: UMTS 850/1900/2100 MHz
- Bluetooth 2.0
- Fotocamere
- Posteriore 2 MP, 1600x1200 pixel
- Registrazione video: Sì, 480x320@15fps
- Anteriore: No
- Autofocus: No
- Batteria agli ioni di litio, 3,7 V
- OS: BlackBerry OS 5
- CPU: Processore a 624 MHz
- Radio: No
- GPS: Si

### 9700
Pubblicato nel mese di novembre del 2009 includendo il trackpad al posto del trackball, altre specifiche sono:
- Dimensioni: 109 x 60 x 13.6 mm
- Peso: 122 g
- Tipo: TFT, 65.536 colori
- Dimensioni: 480 x 360 pixel, 2.4 pollici
- Tastiera Full QWERTY
- Trackpad ottico sensibile al tocco
- Suonerie: Vibrazione; Polifonica (32), MP3
- Vivavoce: Si
- Jack audio da 3.5 mm
- Memoria interna
  - ROM: 256 MB
  - RAM: 256 MB
- Slot microSD fino a 32 GB
- Connettività
  - 2G: GSM/GPRS/EDGE 850/900/1800/1900 MHz
  - 3G: UMTS 850/1900/2100 MHz
- WLAN: Wi-Fi 802.11b/g
- Bluetooth: Si, v2.0 con EDR
- Porta infrarossi: No
- USB: Si, microUSB

Fotocamera
- Posteriore 3.2 MP, 2048x1536 pixel
- Video: Si, 480x352 pixel
- Anteriore: No
- Autofocus: Si
- OS: BlackBerry OS 6.0
- CPU: processore Marvell PXA930 a 624 MHz
- Messaggistica: SMS, MMS, Email, IM
- Browser: HTML
- Radio: No
- Giochi: Si (+ ulteriori giochi scaricabili)
- GPS: Si
- Batteria agli ioni di litio da 1500 mAh

### 9650

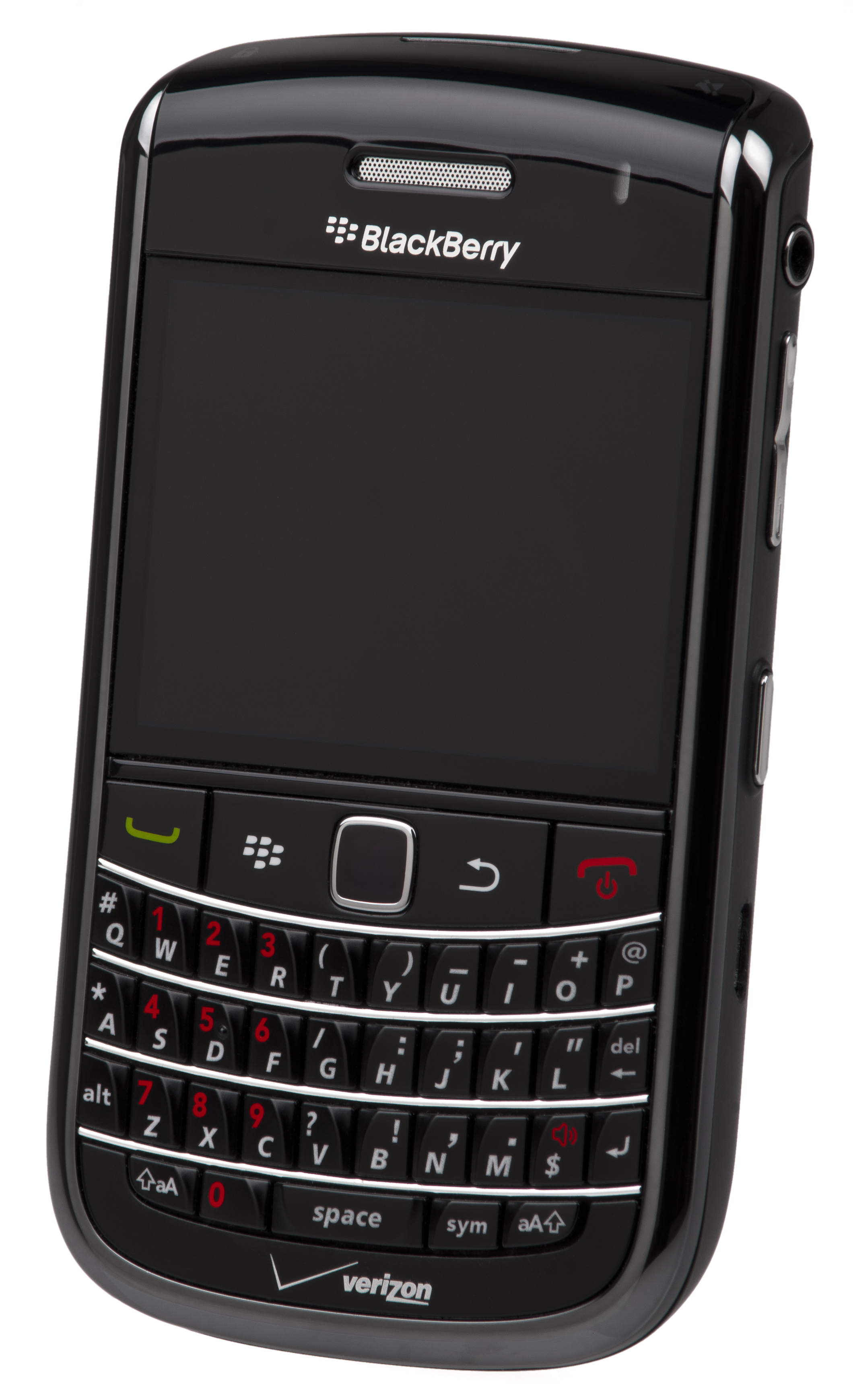
BlackBerry Bold 9650

Pubblicato nel mese di maggio del 2010 e rappresenta una versione più economica, che riprende le caratteristiche del precedente 9700, ma con un processore meno performante, altre specifiche sono:
- Dimensioni: 112 x 62 x 15 mm
- Peso: 135 g
- Tipo: TFT, 65.536 colori
- Dimensioni: 480 x 360 pixel, 2. 4 pollici
- Tastiera Full QWERTY
- Trackpad ottico sensibile al tocco
- Suonerie: Vibrazione; Polifonica (32), MP3
- Vivavoce: si
- Jack audio da 3.5 mm
- Memoria interna
  - ROM: 516 MB
  - RAM: 256 MB
- Slot microSD fino a 32 GB
- Connettività
  - 2G: GSM/GPRS/EDGE 850/900/1800/1900 MHz
  - 3G: UMTS 850/1900/2100 MHz
  - CDMA: 800/1900 MHz
- WLAN: Wi-Fi 802.11b/g
- Bluetooth: Si, v2.0 con EDR
- Porta infrarossi: No
- USB: Si, microUSB

Fotocamere
- Posteriore 3.2 MP, 2048x1536 pixel
- Video: Si, 480x320 pixel
- Secondaria: No
- Autofocus: Si
- OS: BlackBerry OS 6.0
- CPU: processore Qualcomm MSM7600 a 528 MHz
- Messaggistica: SMS, MMS, Email, IM
- Browser: HTML
- Radio: No
- Giochi: Si (+ ulteriori giochi scaricabili)
- GPS: Si
- Batteria agli ioni di litio da 1400 mAh

### 9780
Pubblicato nel mese di novembre del 2010, altre specifiche sono:

#### Specifiche
- Dimensioni: 109 x 60 x 14 mm
- Peso: 122 g
- Tipo: TFT, 65.536 colori
- Dimensioni: 480 x 360 pixel, 2.4 pollici
- Tastiera Full QWERTY
- Trackpad ottico sensibile al tocco
- Suonerie: Vibrazione; Polifonica (32), MP3
- Vivavoce: si
- Jack audio da 3.5 mm
- Memoria interna
  - ROM: 1908 MB (1,9 GB)
  - RAM: 512 MB (0,5 GB)
- Slot microSD fino a 32 GB
- Connettività
  - 2G: GSM/GPRS/EDGE 850/900/1800/1900 MHz
  - 3G: UMTS 850/1900/2100 MHz
- WLAN: Wi-Fi 802.11b/g
- Bluetooth: Si, v2.1
- Porta infrarossi: No
- USB: si, microUSB

Fotocamere
- Posteriore 5 MP, 2560x1920 pixel

- Video: Si
- Secondaria: No
- Autofocus: Si
- OS: BlackBerry OS 6.0
- CPU: processore Marvell PXA930 a 624 MHz
- Messaggistica: SMS, MMS, Email, IM
- Browser: HTML
- Radio: No
- Giochi: Si (+ ulteriori giochi scaricabili)
- GPS: Si
- Batteria agli ioni di litio da 1500 mAh

## Bold (touch)
Differiscono dalla linea originaria per via dello schermo touch-screen.

### 9790
Pubblicato nel mese di novembre del 2011, il primo caratterizzato da tasti sporgenti in modo analogo a quelli della tastiera, altre specifiche sono:
- Dimensioni: 110 x 60 x 11.4 mm
- Peso: 107 g
- Tipo: TFT, 24 bit/pixel (16777216 colori)
- Dimensioni: 640 x 480 pixel, 2.4 pollici
- Tastiera Full QWERTY
- Trackpad ottico sensibile al tocco
- Suonerie: Vibrazione; Polifonica (32), MP3
- Vivavoce: Si
- Jack audio da 3.5 mm
- Memoria interna
  - ROM: 7630 MB (7,6 GB)
  - RAM: 768 MB
- Slot microSD fino a 32 GB
- Connettività
  - 2G: GSM/GPRS/EDGE 850/900/1800/1900 MHz
  - 3G: UMTS 850/1900/2100 MHz
- WLAN: Wi-Fi 802.11a/b/g/n
- Bluetooth: Si, v2.1 + EDR
- Porta infrarossi: No
- USB: Si, microUSB
- Fotocamere
- Posteriore 5 MP, 2560x1920 pixel
- Video:	 Si, 640x480 pixel
- Secondaria: No
- Autofocus: Si
- OS: BlackBerry OS 7.1
- CPU: processore Marvell PXA930 a 1000 MHz
- Messaggistica: SMS, MMS, Email, IM
- Browser: HTML
- Radio: No
- Giochi: Si (+ ulteriori scaricabili)
- GPS: Si
- Batteria agli ioni di litio da 1230 mAh

### 9900, 9220 e 9930
Il 9900 e il 9930 vengono presentati nel mese di agosto del 2011, in particolare quest'ultimo ha la possibilità di funzionare anche con le reti CDMA, mentre il 9220 viene pubblicato nel dicembre del 2011, le specifiche sono:

#### Specifiche
- Dimensioni: 115 x 66 x 10.5 mm
- Peso: 130 g
- Tipo: TFT, 24 bit/pixel (16777216 colori)
- Dimensioni: 640 x 480 pixel, 2.8 pollici
- Tastiera Full QWERTY
- Trackpad ottico sensibile al tocco
- Suonerie: Vibrazione; Polifonica (32), MP3
- Vivavoce: si
- Jack audio da 3.5 mm
- Memoria interna
  - ROM: 7630 MB (7.6 GB)
  - RAM: 768 MB
- Slot microSD fino a 32 GB
- Connettività
  - 2G: GSM/GPRS/EDGE 850/900/1800/1900 MHz
  - 3G: UMTS 850/1900/2100 MHz
  - CDMA: 800/1900 MHz
- WLAN: Wi-Fi 802.11a/b/g/n
- Bluetooth: Si, v2.1 + EDR
- Porta infrarossi: No
- USB: si, microUSB
- Fotocamere
- Posteriore 5 MP, 2560x1920 pixel
- Video: Si, HD 1280x720
- Secondaria: No
- Autofocus: Si
- OS: BlackBerry OS 7.1
- CPU: processore Qualcomm Snapdragon MSM8255T a 1200 MHz
- Messaggistica: SMS, MMS, Email, IM
- Browser: HTML
- Radio: No
- Giochi: Si (+ ulteriori giochi scaricabili)
- GPS: Si
- Batteria agli ioni di litio da 1230 mAh